# Warhorse Studios
Warhorse Studios — дочірнє підприємство Plaion відповідальне за розроблення відеоігор, розташоване в місті Прага, Чехія; колишня незалежна компанія, заснована 25 липня 2011 року Даніелем Вавра та Мартіном Кліма. 2016 року компанія налічувала 80 співробітників. До придбання 2019 року компанією THQ Nordic AB (тепер Embracer Group), Warhorse Studios володіли Зденек Бакал, Даніель Вавра й Мартін Кліма. 
13 лютого 2018 року була випущена перша відеогра студії — Kingdom Come: Deliverance, рольова відеогра з видом від першої особи у відкритому світі.

## Історія
Компанія була заснована у Празі 25 липня 2011 року Даніелем Вавра (чеськ. Daniel Vávra) та Мартіном Кліма (чеськ. Martin Klíma). До створення Warhorse Studios Вавра опікувався створенням першої та другої частин серії «Mafia» для 2K Czech, а Кліма брав участь у розробленні Operation Flashpoint: Dragon Rising, ARMA 2 та інших проєктах Bohemia Interactive. До компанії також доєдналися дизайнер Operation Flashpoint й ARMA Віктор Бокан (чеськ. Viktor Bocan) та Збінек Травнивкій (чеськ. Zbynek Trávnivký), аніматор та спеціаліст із візуальних ефектів серії «Mafia». 

### Перший проєкт
25 липня команда також розповіла, що першим проєктом студії стане рольова AAA-відеогра, побудована у реалістичній середньовічній обставі та у відкритому світі. У лютому 2012-го компанія уклала ліцензійну угоду з Crytek, отримавши змогу створювати свою першу відеогру з допомогою рушія «CryEngine 3».
19 грудня 2013 року компанія поширила перший промоційний відеоролик відеогри, анонсувавши в ньому, що планує розпочати кампанію зі збору додаткових коштів на краудфандинговому вебсайті «Kickstarter». Warhorse Studios запустила кампанію для своєї першої відеогри під назвою «Kingdom Come: Deliverance» в січні 2014-го, бажаючи залучити 300 тисяч фунтів стерлінгів (близько 500 тисяч доларів США). Розробники розповіли, що сюжет оповідатиме історію та пригоди молодого коваля, а відеогра буде випущена для Microsoft Windows, macOS, PlayStation 4 та Xbox One. В інтерв'ю для Rock, Paper, Shotgun Даніель Вавра сказав, що якщо їм вдасться зібрати необхідну суму на Kickstarter, то решту профінансує їхній інвестор. Головним інвестором Warhorse Studios став чеський мільйонер Зденек Бакала. Краудфандингова кампанія стала вельми успішною: бажаного результату вдалося досягти вже за наступних тридцять шість годин, а до завершення у лютому того ж року кількість зібраних коштів сягнула помітки в 1,1 мільйона фунтів стерлінгів (1,84 мільйона доларів США). Розробники подякували своїм вкладникам, відзначивши, що без зібраних коштів проєкту не судилося б бути: «Не було жодного шансу отримати фінансування для нашої гри, як не через краудфандинг. Ніхто з видавців не хотів ризикувати своїми грошима на дивну, історичну гру для "нішової" авдиторії. Жоден інвестор не збирався вкладати кошти, поки не отримав би гарантії, що його інвестиції окупляться». Вони також розповіли, що мали складнощі у пошуках піар-агенції, яка займалася б представленням відеогри, оскільки ті відмовлялися працювати з проєктами для Kickstarter. Збір додаткових коштів продовжився на офіційному вебсайті компанії.
19 лютого 2014 року компанія почала співпрацювати з Cloud Imperium Games, розробниками Star Citizen, яка також створюється з допомоги CryEngine, для обміну набутими знаннями та технологіями. 2015-го до Warhorse Studios доєднався Себастьян Пацетті, очоливши новостворену посаду головного комерційного директора, раніше він був співробітником GameForge, Ubisoft, а також Amazon, де очолював підрозділ цифрового програмного забезпечення та відеоігор компанії. Kingdome Come: Deliverance спершу мали випустити наприкінці 2015 року, проте Warhorse Studios перенесла випуск на літо 2016-го, а згодом на 2017 рік. Розробники пояснювали це тим, що бажають приділити відеогрі більше часу, щоб досконаліше втілити заплановане, оскільки масштабність відеогри зросла в рази, порівнюючи з початковими планами. Також вони зазначали, що потребують більше часу через портування відеогри для консолей. 2016 року компанія уклала угоду з видавництвом Deep Silver про співпрацю у випуску Kingdome Come: Deliverance. За умовами договору Warhorse Studios займатиметься цифровим випуском відеогри для персональних комп'ютерів, тоді як Deep Silver бере на себе цифровий та фізичний випуск для консолей, а також фізичний випуск версій для комп'ютерів. У червні 2017 року була повідомлена кінцева дата виходу, запланована на лютий 2018-го.
Kingdom Come: Deliverance була випущена для Microsoft Windows, macOS, PlayStation 4 та Xbox One 13 лютого 2018 року. За даними аналітичних вебсайтів «Metacritic» та «OpenCritic» відеогра отримала переважно схвальні відгуки від оглядачів. Значна кількість технічних та графічних помилок, а також ускладнена система збереження стали найбільшими на їхню думку недоліками, проте більшість оглядачів вельми схвально відзначала реалізм ігрового процесу та певні його особливості, цікавий основний сюжет, побічні квести та деталізований відкритий світ як основі переваги Kingdom Come: Deliverance. Найбільше суперечок викликала історична точність викладених подій, які відбуваються у Богемії XV сторіччя. Після випуску Kingdom Come: Deliverance кілька видань та вебсайтів критикували розробників та відеогру через відсутність у ній людей з не білою шкірою та малій ролі жінок у сюжеті. Проте компанія заперечувала всі звинувачення та наполягала на історичній точності подій, на яку розробники навмисно робили акцент. Даніель Вавра у відповідь на звинувачення розкритикував авторів статей, звинувативши їх у веденні непрофесійної журналістської діяльності: «Вони навіть пішли шукати мою історію переглядів у YouTube. [...] Вони знайшли, що я дивився відео про древніх прибульців, щоб зробити мене якимось конспірологом з капелюхом із фольги. Я дивився їх, тому що я зіграв у Assassin’s Creed Origins і мені видається це досить цікавим». Попри звинувачення, вже першого дня відеогра посіла перше місце з продажів у Steam. За кілька днів розробники повідомили, що кількість проданих копій перетнула помітку в 500 тисяч. Упродовж наступних двох тижнів продажі сягнули помітки в один мільйон, а 2020 року кількість проданих копій Kingdome Come: Deliverance перетнули помітку в 3 мільйони. Незадовго після випуску стало відомо, що бюджет на створення відеогри разом із маркетинговою кампанією склав 750 мільйонів чеських крон (близько 36,5 мільйонів доларів США).
Рівно через рік після випуску стало відомо, що студія та її інтелектуальна власність були повністю придбані компанією THQ Nordic AB (тепер Embracer Group) за €33,2 млн.
10 червня 2021 року було оголошено, що Warhorse Studios співпрацюватиме з Sabre Interactive для розробки порту Kingdom Come: Deliverance для Nintendo Switch.

### Нова гра компанії
11 квітня 2024 року Warhorse Studios оголосила, що 18 квітня 2024 року буде представлена нова гра під назвою Kingdom Come: Deliverance II .  Гра вийшла 4 лютого 2025 року і за один день розійшлася тиражем у мільйон копій .
16 квітня 2025 року Warhorse Studios посіла 5 місце в національному, престижному рейтингу найбільш значущих компаній Чеської Республіки і, очевидно, найстарішому проекті подібного роду в країні CZECH TOP 100 

## Розроблені відеоігри
| Назва                        | Регіон | Дата виходу    | Жанр             | Платформа                                         | Видавець    | Оцінка критиків | Оцінка критиків | Оцінка критиків |
| Назва                        | Регіон | Дата виходу    | Жанр             | Платформа                                         | Видавець    | Metacritic      | OpenCritic      | Дж.             |
| ---------------------------- | ------ | -------------- | ---------------- | ------------------------------------------------- | ----------- | --------------- | --------------- | --------------- |
| Kingdom Come: Deliverance    | Світ   | 13 лютого 2018 | Рольова відеогра | Microsoft Windows, PlayStation 4, Xbox One        | Deep Silver | 76/100          | 72/100          | [ 58 ] [ 59 ]   |
| Kingdom Come: Deliverance II | Світ   | 4 лютого 2025  | Рольова відеогра | Microsoft Windows, PlayStation 5, Xbox Series X/S | Deep Silver | 88/100          | 89/100          | [ 60 ] [ 61 ]   |